# Tesoro
『Tesoro』（テゾーロ）は、オノ・ナツメによる日本の漫画短編集。
1998年から2008年に発表された14編の短編が収録されている。タイトルの「テゾーロ」はイタリア語で、「宝物・大切な人」などの意味。

## 収録作品
- una giornata fredda〜ある寒い日〜
- オモテウラ（『月刊IKKI』2005年4月号）
  - 「服をオモテウラ逆に着てしまうと、良いことが起こる」というイタリアの迷信にまつわる一人の男の物語。
- もやし夫婦（『月刊IKKI』2005年6月号）
- お弁当にまつわる3つの短編（『月刊IKKI』2008年7月号）
- イーヴァの記憶（同人誌「イーヴァの記憶」〈2004年11月発行〉）
- senza titolo
  - #1 - #2：同人誌「GENTILUOMO」（2003年11月号発行）
  - #3：同人誌「月刊タルワキ」No.5（1998年6月発行、垂脇書店）
  - #4：同人誌「parking!」03号（1998年8月発行）
  - #5：同人誌「PADRE」（2001年5月発行）
- COKE after Coke（同人誌「YOUR SMILE LIKE THE CARTOON」〈1998年4月発行〉）
- Froom Family（同人誌「PADRE」〈2001年5月発行〉）
- CHRISTMAS★MORNING（同人誌「PADRE」〈2001年5月発行〉）
- PADRE〜お父さん〜（イベント用チラシ〈2001年〉）